# Campionati del mondo di atletica leggera 1983 - Lancio del disco maschile
La gara di lancio del disco maschile dei campionati del mondo di atletica leggera 1983 si è svolta tra il 13 e il 14 agosto.
Alle qualificazioni presero parte 26 atleti.

## Podio
| Pos.    | Atleta       | Nazionalità    | Misura  |
| ------- | ------------ | -------------- | ------- |
| Oro     | Imrich Bugár | Cecoslovacchia | 67,72 m |
| Argento | Luis Delís   | Cuba           | 67,36 m |
| Bronzo  | Géjza Valent | Cecoslovacchia | 66,08 m |

## Situazione pre-gara

### Record
Prima di questa competizione, il record del mondo (RM) e il record dei campionati (RC) erano i seguenti.
| Record                | Prestazione  | Atleta                         | Data                                   | Competizione |
| --------------------- | ------------ | ------------------------------ | -------------------------------------- | ------------ |
| Record mondiale       | 71,86 m      | Yuriy Dumchev Unione Sovietica | 29 maggio 1983 Mosca, Unione Sovietica |              |
| Record dei campionati | Nuovo evento | Nuovo evento                   | Nuovo evento                           | Nuovo evento |

### Campioni in carica
I campioni in carica, a livello mondiale e olimpico, erano:
| Campione | Atleta                            | Prestazione  | Data                                   | Competizione         |
| -------- | --------------------------------- | ------------ | -------------------------------------- | -------------------- |
| Olimpico | Viktor Raščupkin Unione Sovietica | 66,64 m      | 28 luglio 1980 Mosca, Unione Sovietica | Giochi olimpici 1980 |
| Mondiale | Nuovo evento                      | Nuovo evento | Nuovo evento                           | Nuovo evento         |

### La stagione
Prima di questa gara, gli atleti con le migliori tre prestazioni dell'anno erano:
| Pos. | Atleta                        | Prestazione | Data                                   |
| ---- | ----------------------------- | ----------- | -------------------------------------- |
| 1    | Jurij Dumčev Unione Sovietica | 71,86 m     | 29 maggio 1983 Mosca, Unione Sovietica |
| 2    | Ben Plucknett Stati Uniti     | 71,32 m     | 4 giugno 1983 Eugene, Stati Uniti      |
| 3    | Art Burns Stati Uniti         | 71,18 m     | 19 luglio 1983 San Jose, Stati Uniti   |

## Risultati

### Qualificazione
Qualificazione: gli atleti che raggiungono i 63,00 m (Q) o le migliori 12 misure (q). Le qualificazioni si sono svolte il 13 agosto.
| Pos. | Gruppo | Atleta                      | Nazionalità      | 1ª prova | 2ª prova | 3ª prova | Misura  | Note |
| ---- | ------ | --------------------------- | ---------------- | -------- | -------- | -------- | ------- | ---- |
| 1    | B      | Imrich Bugár                | Cecoslovacchia   | 62,28 m  | 65,00 m  | -        | 65,00 m | Q    |
| 2    | A      | Luis Delís                  | Cuba             | 61,66 m  | 64,20 m  | -        | 64,20 m | Q    |
| 3    | A      | Géjza Valent                | Cecoslovacchia   | 59,38 m  | 63,98 m  | -        | 63,98 m | Q    |
| 4    | B      | Ari Huumonen                | Finlandia        | 61,02 m  | 62,32 m  | 63,76 m  | 63,76 m | Q    |
| 5    | A      | Heorhi Kalnaotčanka         | Unione Sovietica | x        | x        | 63,46 m  | 63,46 m | Q    |
| 6    | B      | Jürgen Schult               | Germania Est     | 61,70 m  | 60,38 m  | 62,80 m  | 62,80 m | q    |
| 7    | B      | Bradley Cooper              | Bahamas          | 62,72 m  | 60,84 m  | 57,84 m  | 62,72 m | q    |
| 8    | A      | Mac Wilkins                 | Stati Uniti      | x        | 57,48 m  | 62,58 m  | 62,58 m | q    |
| 9    | A      | Ihor Duhinets               | Unione Sovietica | 60,56 m  | 61,98 m  | 62,42 m  | 62,42 m | q    |
| 10   | B      | Art Burns                   | Stati Uniti      | 58,66 m  | 60,00 m  | 61,88 m  | 61,88 m | q    |
| 11   | B      | Juan Martínez               | Cuba             | 59,36 m  | 60,92 m  | x        | 60,92 m | q    |
| 12   | B      | Knut Hjeltnes               | Norvegia         | 58,42 m  | 60,10 m  | x        | 60,10 m | q    |
| 13   | B      | Konstantinos Georgakopoulos | Grecia           | 57,44 m  | 58,06 m  | 59,54 m  | 59,54 m |      |
| 14   | A      | Ricky Bruch                 | Svezia           | 59,28 m  | x        | x        | 59,28 m |      |
| 15   | A      | John Powell                 | Stati Uniti      | x        | 58,96 m  | 56,24 m  | 58,96 m |      |
| 16   | A      | Alwin Wagner                | Germania Ovest   | x        | x        | 58,96 m  | 58,96 m |      |
| 17   | B      | Yuriy Dumchev               | Unione Sovietica | 58,84 m  | x        | 56,66 m  | 58,84 m |      |
| 18   | B      | Werner Hartmann             | Germania Ovest   | 53,92 m  | 58,48 m  | 56,52 m  | 58,48 m |      |
| 19   | B      | Iosif Nagy                  | Romania          | 57,58 m  | 58,34 m  | x        | 58,34 m |      |
| 20   | A      | Rob Gray                    | Canada           | x        | 56,50 m  | 57,92 m  | 57,92 m |      |
| 21   | A      | Ion Zamfirache              | Romania          | 57,54 m  | x        | x        | 57,54 m |      |
| 22   | B      | Hamed Mohamed Naguib        | Egitto           | 56,62 m  | 56,38 m  | x        | 56,62 m |      |
| 23   | A      | Øystein Bjørbaek            | Norvegia         | 54,78 m  | 52,58 m  | 55,40 m  | 55,40 m |      |
| 24   | A      | Vésteinn Hafsteinsson       | Islanda          | x        | x        | 55,20 m  | 55,20 m |      |
| 25   | A      | Li Weinan                   | Cina             | 46,94 m  | 51,64 m  | 51,72 m  | 51,72 m |      |
| 26   | B      | Adnan Houry                 | Siria            | 46,50 m  | 46,60 m  | 48,34m   | 48,34m  |      |

### Finale
La finale si è svolta il 14 agosto.
| Pos.    | Atleta              | Nazionalità      | 1ª prova | 2ª prova | 3ª prova | 4ª prova        | 5ª prova        | 6ª prova        | Misura  | Note |
| ------- | ------------------- | ---------------- | -------- | -------- | -------- | --------------- | --------------- | --------------- | ------- | ---- |
| Oro     | Imrich Bugár        | Cecoslovacchia   | 67,48 m  | 67,72 m  | 61,76 m  | 67,14 m         | 66,94 m         | 65,58 m         | 67,72 m |      |
| Argento | Luis Delís          | Cuba             | x        | 66,30 m  | 64,88 m  | x               | 67,36 m         | 66,48 m         | 67,36 m |      |
| Bronzo  | Géjza Valent        | Cecoslovacchia   | 60,16 m  | x        | 63,42 m  | 66,08 m         | 64,94 m         | 65,90 m         | 66,08 m |      |
| 4       | Ari Huumonen        | Finlandia        | 63,66 m  | 65,44 m  | x        | 64,18 m         | 64,62 m         | 63,14 m         | 65,44 m |      |
| 5       | Jürgen Schult       | Germania Est     | 63,64 m  | 60,36 m  | x        | x               | 64,92 m         | 62,94 m         | 64,92 m |      |
| 6       | Heorhi Kalnaotčanka | Unione Sovietica | 64,74 m  | x        | x        | x               | x               | x               | 64,74 m |      |
| 7       | Juan Martínez       | Cuba             | 64,26 m  | 60,48 m  | 61,36 m  | 61,30 m         | x               | 60,96 m         | 64,26 m |      |
| 8       | Art Burns           | Stati Uniti      | 62,76 m  | 62,38 m  | 63,22 m  | x               | x               | x               | 63,22 m |      |
| 9       | Knut Hjeltnes       | Norvegia         | x        | 62,26 m  | x        | Non qualificati | Non qualificati | Non qualificati | 62,26 m |      |
| 10      | Mac Wilkins         | Stati Uniti      | 60,40 m  | 61,46 m  | 59,68 m  | Non qualificati | Non qualificati | Non qualificati | 61,46 m |      |
| 11      | Ihor Duhinets       | Unione Sovietica | 59,76 m  | 60,44 m  | 56,50 m  | Non qualificati | Non qualificati | Non qualificati | 60,44 m |      |
| 12      | Bradley Cooper      | Bahamas          | x        | x        | 58,70 m  | Non qualificati | Non qualificati | Non qualificati | 58,70 m |      |